# Maksimilijan
Maksimilijan je moško osebno ime.

## Izvor imena
Ime Maksimilijan je različica moškega osebnega imena Maksimiljan.

## Pogostost imena
Po podatkih Statističnega urada Republike Slovenije je bilo na dan 31. decembra 2007 v Sloveniji število moških oseb z imenom Maksimilijan: 418.

## Osebni praznik
Osebe z imenom Maksimilijan  godujejo takrat kot osebe z imenom Maksimiljan.